# روبرت كريستوفر ريلي
روبرت كريستوفر ريلي (بالإنجليزية: Robert Christopher Riley)‏ هو ممثل أمريكي، ولد في 11 أكتوبر 1980 ببروكلين في الولايات المتحدة.

## أعمال

### أفلام
- (2012) ميراث بورن[5][6]
- (2016) النتيجة الكاملة

### مسلسلات
- سلالة

## وصلات خارجية
- روبرت كريستوفر ريلي على موقع IMDb (الإنجليزية)
- روبرت كريستوفر ريلي على موقع ألو سيني (الفرنسية)
- روبرت كريستوفر ريلي على موقع أول موفي (الإنجليزية)
- روبرت كريستوفر ريلي على موقع قاعدة بيانات الفيلم (الإنجليزية)
- روبرت كريستوفر ريلي على موقع كينوبويسك (الروسية)